# Carlos Alberto Trovarelli
Carlos Alberto Trovarelli (Cinco Saltos, 22 giugno 1962) è un francescano argentino, Ministro generale dell'Ordine dei frati minori conventuali dal 2019.

## Biografia[2]
Nasce da una famiglia di origini italiane e slovene e cresce nell'entroterra dell'Argentina centrale. Dopo gli studi in ingegneria industriale, entra nell'Ordine francescano tra i Frati Minori Conventuali, presenti in Argentina da pochi decenni e organizzati nella Provincia Rioplatense di Sant'Antonio di Argentina e Uruguay. Compie la propria formazione religiosa fino al Noviziato in Uruguay, che conclude con la professione temporanea dei voti il 15 febbraio 1986. Conferma la scelta di vita nella professione dei voti solenni il giorno di San Francesco, il 4 ottobre 1990.
Completa gli studi filosofici e teologici a Córdoba e a San Miguel. Viene inviato in Italia dal 1992 per specializzarsi in teologia con indirizzo in liturgia pastorale a Padova presso l'Istituto Santa Giustina. Viene ordinato sacerdote nella propria città natale il 25 marzo 1995. 
Nella propria Provincia religiosa ricopre soprattutto incarichi di formazione e governo, come Maestro dei novizi e Definitore provinciale. Viene poi eletto Ministro provinciale e, come tale, presidente della Federazione Latino Americana dei Conventuali (FALC), che riunisce e coordina i superiori delle Province, Custodie e Delegazioni dell'Ordine in America Latina.
Nel 2015, durante il secondo mandato del Ministro generale fr. Marco Tasca, viene eletto Assistente generale per la FALC e membro del Definitorio generale. Nel corso del 202º Capitolo generale dei Frati Minori Conventuali, il 25 maggio 2019 viene eletto 120° Ministro generale e successore di san Francesco per il ramo conventuale dell'Ordine minoritico.